# Southland (5.ª temporada)
A quinta temporada de Southland estreou em 2013.

## Episódios
| Nº # | Episódio # | Título              | Dirigido por        | Escrito por          | Audiência EUA (milhões) | Data de Lançamento      | Código de Produção |
| --- | ---------- | ------------------- | ------------------- | -------------------- | ----------------------- | ----------------------- | ------------------ |
| 34 | 1          | "Hats and Bats"     | Christopher Chulack | Jonathan Lisco       | 1.16                    | 13 de fevereiro de 2013 | 3X755              |
| Ideals colide enquanto John Cooper treina um novo diretor estreante. A Detetive Lydia Adams se esforça para cuidar de sua criança recém-nascida, mantendo simultaneamente um controlo sobre o seu trabalho, deixando Christopher nas mãos de sua mãe, enquanto ela contempla a informar o pai do nascimento de seu bebê. O Diretor Sammy Bryant continua sua batalha de custódia sobre seu filho com sua ex-esposa, frustrando-o enquanto Tammy usa métodos não convencionais para ganhar. O Diretor Ben Sherman é premiado com a medalha de coragem em circunstâncias duvidosas, e está deixando a comenda subir à cabeça quando no trabalho, bem como trazendo Ben na companhia de alguns oficiais com atitudes muito perigosas.                                              |            |                     |                     |                      |                         |                         |                    |
| 35 | 2          | "Heat"              | Daniel Sackheim     | Heather Zuhlke       | 1.21                    | 20 de fevereiro de 2013 | 3X7552             |
| As tensões são elevadas após que um policial é ferido em um tiroteio, o Oficial David Mendoza, resultando em algumas investigações não convencionais pelo oficial Ben Sherman. O Diretor John Cooper e seu novo estagiário continuam a brigar. A Detetive Lydia Adams investiga a morte de um homem cujo corpo é encontrado nas montanhas. |            |                     |                     |                      |                         |                         |                    |
| 36 | 3          | "Babel"             | J. Michael Muro     | Aaron Rahsaan Thomas | 1.18                    | 27 de fevereiro de 2013 | 3X7553             |
| Confrontado com a saída recente e repentina de seu diretor estreante mais recente, o Diretor John Cooper se recusa a treinar uma nova inicialização. Ele está emparelhado com Diretor Henry Lucero, um oficial veterano cujos métodos colidem com os de Cooper, que se recusa a ser tratado como um novato. O centro de expedição vai para baixo, resultando em tempos de resposta muito atrasadas. Sammy tenta falar com sua ex-mulher, resultando em um confronto e uma reclamação posterior à Administração Interna. Mais tarde, Bryant e Ben Sherman respondem a um tiroteio em massa, onde eles trocam tiros com o suspeito. A Detetive Lydia Adams planeja recomeçar sua vida em ordem após um trágico acidente com um familiar.                                          |            |                     |                     |                      |                         |                         |                    |
| 37 | 4          | "Under the Big Top" | Felix Alcalá        | Sara Gran            | 1.51                    | 6 de março de 2013      | 3X7554             |
| O Diretor Sammy Bryant enfrenta uma crise financeira, quando um avaliador tribunal concluir que ele precisa para fazer várias reformas caras a fim de manter seu filho. Tentações surgem quando ele e seu sócio, Diretor de Ben Sherman, perseguem um ladrão de bancos de carro e mais tarde vão para o metrô. A Detective Lydia Adams e Ruben Robinson encontram-se a investigar um caso de pessoa desaparecida, onde um corpo é descoberto dissolvido em ácido. O pai do filho da Detetive Adams insiste em ser uma parte da vida de seu filho, resultando em uma grande dor de cabeça para Lydia. Os diretores John Cooper e Henry Lucero encontram-se na extremidade de recepção de algumas chamadas muito estranhas e incomuns.                                            |            |                     |                     |                      |                         |                         |                    |
| 38 | 5          | "Off Duty"          | Regina King         | Zack Whedon          | 1.72                    | 13 de março de 2013     | 3X7555             |
| O Diretor Sammy Bryant torna-se uma celebridade dos tablóides e recebe atenção indesejada dos paparazzi depois que ele executa um ato heróico, enquanto trabalhava como guarda de segurança privada para uma celebridade. O Diretor John Cooper começa a pensar sobre o que a vida vai realizar para ele uma vez que ele sai da LAPD quando ele responde a uma chamada que poderia colocar sua volta em perigo. A Detetive Lydia Adams deixa a cidade, a fim de convencer um prisioneiro do corredor da morte para lhe dizer a localização de vários corpos. O Oficial "Dewey" Dudek sofre uma ameaça à vida durante uma perseguição a pé. O Oficial Ben Sherman trabalha fora do esquadrão antidrogas resultando em uma prisão, fazendo-o pensar em fazer o exame de detetive. |            |                     |                     |                      |                         |                         |                    |
| 39 | 6          | "Bleed Out"         | Christopher Chulack | Chad Feehan          | 1.45                    | 20 de março de 2013     | 3X7556             |
| 40 | 7          | "Heroes"            | J. Michael Muro     | Heather Zuhlke       | 1.32                    | 27 de março de 2013     | 3X7557             |
| 41 | 8          | "The Felix Paradox" | Stephen Cragg       | Aaron Rahsaan Thomas | 1.46                    | 3 de abril de 2013      | 3X7558             |
| 42 | 9          | "Chaos"             | Christopher Chulack | Zack Whedon          | 1.59                    | 10 de abril de 201      | 3X7559             |
| 43 | 10         | "Reckoning"         | Christopher Chulack | Jonathan Lisco       | 1.83                    | 17 de abril de 2013     | 3X7560             |